# Niko Hurme
Niko Hurme (Karkkila, 10 november 1974), beter bekend onder de naam Kalma, is een voormalig basgitarist van de Finse hardrock band Lordi. Tomi Putaansuu vroeg hem om bas te spelen, toen Magnum, zijn voorganger, in 2002 de band verliet. Zijn personage was een biker-zombie en hij was vooral herkenbaar aan zijn hoge zwarte hoed. Hij deed mee in verschillende videoclips van de band en kreeg zelfs zijn eigen nummer, Kalmageddon, waarin hij helemaal in het begin een solo speelt. In 2005 verliet hij, nadat Enary (Erna Siikavirta) reeds vertrokken was, de band vlak voor het Eurovisiesongfestival. Mogelijk vond Kalma dit een te grote stap, alles wat hij zelf zegt is: "Ik ging weg om persoonlijke redenen, en die redenen zijn persoonlijk."
Hij heeft na zijn vertrek nog het een en ander achter de schermen van Lordi gedaan. Zo is hij tijdens enkele concerten nog op het podium gezien met Lordi. één keer op de Bringing back te balls to europe tour 2006 in Londen en één keer in Nosturi.
Kalma speelt nu als zijn alter ego in een van  Kita's (Sampsa Astala) 's bands die mee deed aan het Eurovisiesongfestival in 2011.
Kalma werd vervangen door Ox (Samer el Nahhal), met wie hij, zo wordt beweerd, goede vrienden is.